# Leprocaulinus obiensis
Leprocaulinus obiensis är en insektsart som först beskrevs av Rehn, J.A.G. 1904.  Leprocaulinus obiensis ingår i släktet Leprocaulinus och familjen Diapheromeridae. Inga underarter finns listade i Catalogue of Life.